# Каракамыс (Жамбылский район)
Каракамыс (каз. Қарақамыс) — село в Жамбылском районе Северо-Казахстанской области Казахстана. Входит в состав Озерного сельского округа. Код КАТО — 594655400.

## География
Расположено около озёр Малый Каракамыс и Байтогайский Сор; в 6 км к югу от села находится озеро Каракамыс, в 6 км к северо-западу — Коюкамыс.

## Население
В 1999 году население села составляло 226 человек (114 мужчин и 112 женщин). По данным переписи 2009 года, в селе проживало 162 человека (86 мужчин и 76 женщин).